# Emily Mortimer
Emily Kathleen Anne Mortimer (Londra, 6 ottobre 1971) è un'attrice britannica.

## Biografia
Nata a Hammersmith (Londra) da sir John Mortimer e Penelope Gallop, ha una sorella minore, Rosie, due fratellastri, Sally Silverman e Jeremy, nati dal precedente matrimonio del padre con un'altra donna ed una sorella, Penelope Fletcher, nata da una relazione del padre con l'attrice Wendy Craig. Ha studiato alla Saint Paul Girls' School di Londra e poi ad Oxford, ed al Lincoln College, specializzandosi in letteratura russa e trascorrendo un intero anno di studi in Russia.
Dopo essere apparsa in diverse produzioni televisive, teatrali e cinematografiche alla fine degli anni novanta come Notting Hill, nel 2000 entra a far parte del cast del musical shakespereano Pene d'amor perdute, diretto da Kenneth Branagh. Proprio sul set di questo film incontra l'attore italo-americano Alessandro Nivola, il suo attuale marito, con il quale inizierà una relazione nello stesso anno e che sposerà nel 2003.
Lavora accanto a Ewan McGregor in Young Adam, di David Mackenzie, nel ruolo della fidanzata del protagonista, Cathie, interpretazione che le varrà fama e nomination agli Empire Awards come miglior attrice protagonista. Nel 2004 è invece tra i protagonisti del noir Match Point, diretto da Woody Allen, accanto a Jonathan Rhys Meyers e Scarlett Johansson, mentre nel 2006 recita accanto a Ryan Gosling in Lars e una ragazza tutta sua ed è protagonista de La Pantera Rosa, film che avrà anche un seguito nel 2009 con La Pantera Rosa 2, film al quale la Mortimer prenderà ancora parte. Inizia nel 2010 un sodalizio con il regista Martin Scorsese, che la vorrà tra i personaggi principali di Shutter Island e Hugo Cabret.
L'attrice lavora inoltre come doppiatrice in film d'animazione come Cars 2 e compare in serie TV famose quali 30 Rock e The Newsroom. Nel 2014 produce e recita insieme all'attrice e migliore amica di sempre Dolly Wells ed al marito Alessandro Nivola, la serie TV Doll & Em, che viene mandata in onda nello stesso anno e nell'anno successivo con una seconda serie, grazie al grande successo della prima.

## Vita privata
Nel 2000, sul set del film di Kenneth Branagh Pene d'amor perdute, incontra e s'innamora dell'attore italo-americano Alessandro Nivola, con il quale nello stesso anno intraprende una relazione che li porterà al matrimonio, celebrato il 3 gennaio del 2003 a Chilterns, nel Buckinghamshire. La coppia ha due figli: Samuel John Nivola (Sam), nato il 23 settembre 2003, e May Rose Nivola, nata il 15 gennaio 2010. La famiglia, residente a Londra fino alla metà degli anni duemila, vive ora a Brooklyn, New York.

## Filmografia

### Cinema
- Spiriti nelle tenebre (The Ghost and the Darkness), regia di Stephen Hopkins (1996)
- L'ultimo dei grandi re (The Last of the High Kings), regia di David Keating (1996)
- Il Santo (The Saint), regia di Phillip Noyce (1997)
- Elizabeth, regia di Shekhar Kapur (1998)
- Notting Hill, regia di Roger Michell (1999)
- Killing Joe (1999) - cortometraggio
- Scream 3, regia di Wes Craven (2000)
- Pene d'amor perdute (Love's Labour's Lost), regia di Kenneth Branagh (2000)
- C'era una volta Gesù (The Miracle Maker), regia di Derek W. Hayes e Stanislav Sokolov (2000) - voce
- Faccia a faccia (The Kid), regia di Jon Turteltaub (2000)
- Lovely & Amazing (2001)
- Codice 51 (The 51st State), regia di Ronny Yu (2001)
- Scandalo internazionale (A Foreign Affair), regia di Helmut Schleppi (2003)
- Nobody Needs to Know (2003)
- Piccolo dizionario amoroso (The Sleeping Dictionary), regia di Guy Jenkin (2003)
- Young Adam, regia di David Mackenzie (2003)
- Bright Young Things (2003)
- Dear Frankie, regia di Shona Auerbach (2004)
- Il castello errante di Howl (Hauru no ugoku shiro), regia di Hayao Miyazaki (2004) - voce
- Match Point, regia di Woody Allen (2005)
- La Pantera Rosa (The Pink Panther), regia di Shawn Levy (2006)
- Paris, je t'aime, di registi vari (2005)
- Lars e una ragazza tutta sua (Lars and the Real Girl), regia di Craig Gillespie (2007)
- Chaos Theory, regia di Marcos Siega (2007)
- Transsiberian, regia di Brad Anderson (2008)
- Redbelt, regia di David Mamet (2008)
- La Pantera Rosa 2 (Pink Panther 2), regia di Harald Zwart (2009)
- City Island, regia di Raymond De Felitta (2009)
- Harry Brown, regia di Daniel Barber (2009)
- Shutter Island, regia di Martin Scorsese (2010)
- Leonie, regia di Hisako Matsui (2010)
- Quell'idiota di nostro fratello (Our Idiot Brother), regia di Jesse Peretz (2011)
- Cars 2, regia di Brad Lewis, John Lasseter (2011) - voce
- Hugo Cabret (Hugo), regia di Martin Scorsese (2011)
- Rio, eu te amo, registi vari (2014)
- Ten Thousand Saints, regia di Shari Springer Berman e Robert Pulcini (2015)
- Spectral, regia di Nic Mathieu (2016)
- L'altra metà della storia (The Sense of an Ending), regia di Ritesh Batra (2017)
- The Party, regia di Sally Potter (2017)
- La casa dei libri (La librería), regia di Isabel Coixet (2017)
- Il ritorno di Mary Poppins (Mary Poppins Returns), regia di Rob Marshall (2018)
- Un viaggio indimenticabile (Head Full of Honey), regia di Til Schweiger (2018)
- Relic, regia di Natalie Erika James (2020)
- Paddington in Perù (Paddington in Peru), regia di Dougal Wilson (2024)
- Jay Kelly, regia di Noah Baumbach (2025)

### Televisione
- Sharpe's Sword – miniserie TV (1995)
- Lord of Misrule – film TV (1996)
- L'ispettore Barnaby (Midsomer Murders) – serie TV, episodio 1x01 (1997)
- Ritorno a casa (Coming Home) – serie TV, 2 episodi (1998)
- Cider with Rosie – film TV (1998)
- L'arca di Noé (Noah's Ark) – miniserie TV (1999)
- Jeffrey Archer: The Truth – film TV (2002)
- 30 Rock – serie TV (2007)
- The Newsroom – serie TV, 25 episodi (2012-2014)
- Doll & Em – serie TV, 6 episodi (2013-2015)
- The Pursuit of Love - Rincorrendo l'amore (The Pursuit of Love) – miniserie TV, 3 puntate (2021) - anche regista e sceneggiatrice

## Doppiatrici italiane
Nelle versioni in italiano delle opere in cui ha recitato, Emily Mortimer è stata doppiata da:
- Chiara Colizzi in Scream 3, Faccia a faccia, Young Adam, La Pantera Rosa, La Pantera Rosa 2, The Party, The Pursuit of Love - Rincorrendo l'amore
- Francesca Fiorentini in Pene d'amor perdute, Shutter Island, Hugo Cabret, The Newsroom, Spectral
- Stella Musy in Match Point, L'altra metà della storia, Un viaggio indimenticabile
- Barbara De Bortoli in Transsiberian, Quell'idiota di nostro fratello, La casa dei libri
- Claudia Catani in Codice 51 e in 30 Rock
- Roberta Paladini in Lars e una ragazza tutta sua
- Antonella Baldini in Dear Frankie
- Rossella Acerbo in L'ultimo dei grandi re
- Barbara Berengo in Elizabeth
- Tiziana Avarista in Redbelt
- Valentina Mari in Piccolo dizionario amoroso
- Mavi Felli in Chaos Theory
- Tatiana Dessi in Harry Brown
- Micaela Incitti in Il ritorno di Mary Poppins
- Gabriella Scalise in Il ritorno di Mary Poppins (canto)

Da doppiatrice è sostituita da:
- Paola Cortellesi in Cars 2